# Transmission de l'art par la route de la soie

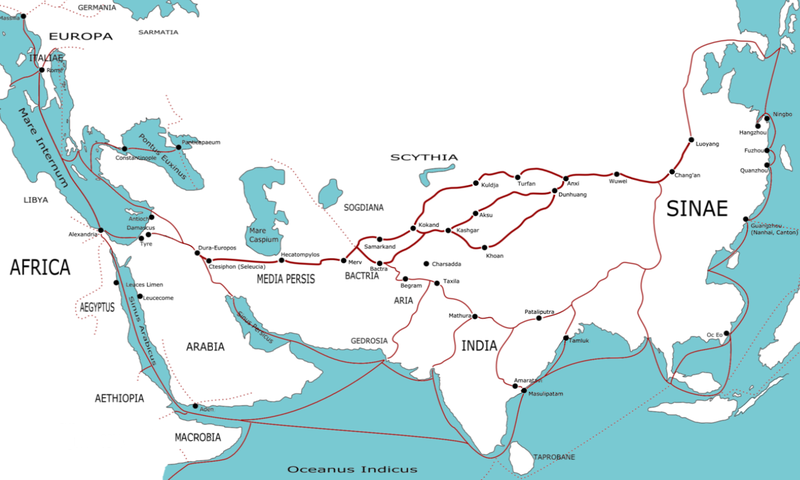
Carte de la route de la soie du 1er siècle ap. J.-C.

De nombreuses influences artistiques ont transité le long de la route de la soie, notamment en Asie centrale, où les influences hellénistiques, persannes, indiennes et chinoises ont pu interagir. L'art gréco-bouddhique, en particulier, constitue l'un des exemples les plus frappants de cette interaction. Comme le montre la carte de la route de la soie du Ier siècle de notre ère, il n'y a pas une seule route, mais tout un réseau de routes longue distance : principalement deux routes terrestres et une route maritime.

## Art scythe

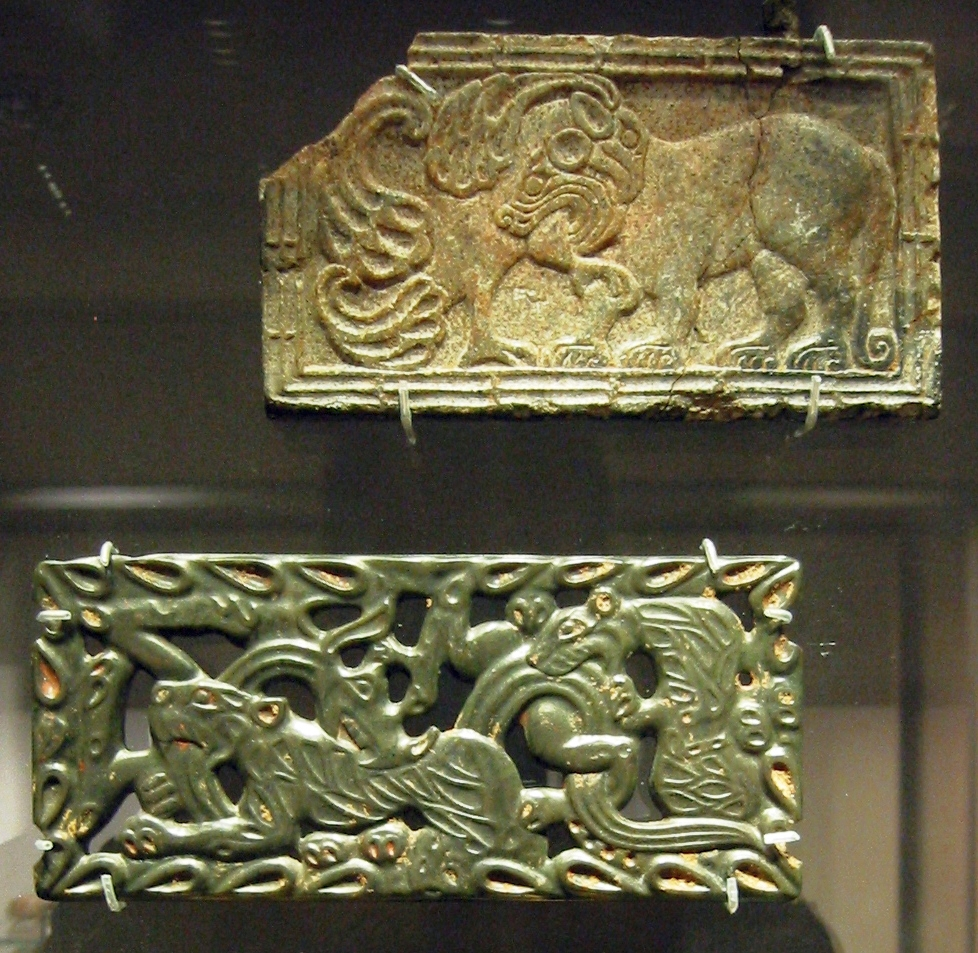
Plaques chinoises en jade et stéatite, dans le style de l'art animalier des steppes scythes (British Museum).

À la suite des contacts de la Chine métropolitaine avec les territoires frontaliers nomades de l'ouest et du nord-ouest au VIIIe siècle avant notre ère, l'or a été introduit depuis l'Asie centrale et les sculpteurs de jade chinois ont commencé à réaliser des motifs imitant ceux des steppes, adoptant l'art animalier de style scythe des steppes (descriptions d'animaux enfermés dans un combat). Ce style se reflète particulièrement dans les plaques de ceinture rectangulaires en or et en bronze, avec des versions alternatives en jade et en stéatite.
Même si cela s'est produit, la correspondance entre les Scythes en tant que groupe ethnique et leur culture matérielle fait toujours l'objet de discussions et de recherches. Le sujet fait partie du débat plus large sur le nomadisme et le sédentarisme.

## Art hellénistique
À la suite de l'expansion des Gréco-Bactriens en Asie centrale, des influences grecques sur l'art des Han ont souvent été suggérées (notamment par Hirth et Rostovtzeff). Des motifs avec des fleurs en rosace, des lignes géométriques et des incrustations de verre, suggérant des influences hellénistiques, peuvent être trouvés sur certains miroirs en bronze du début de la dynastie Han,.

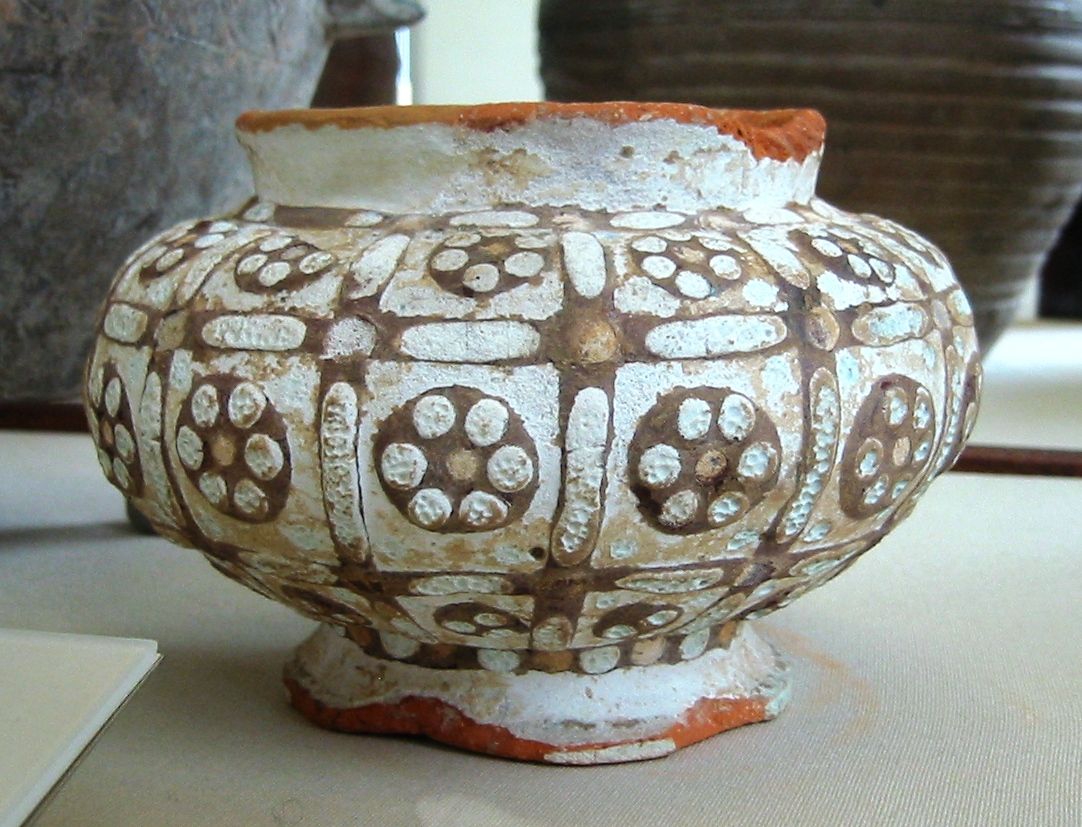
Vase de la dynastie Zhou influencé par l'Occident, avec incrustations de verre (IVe – IIIe siècle av. J.-C., British Museum).
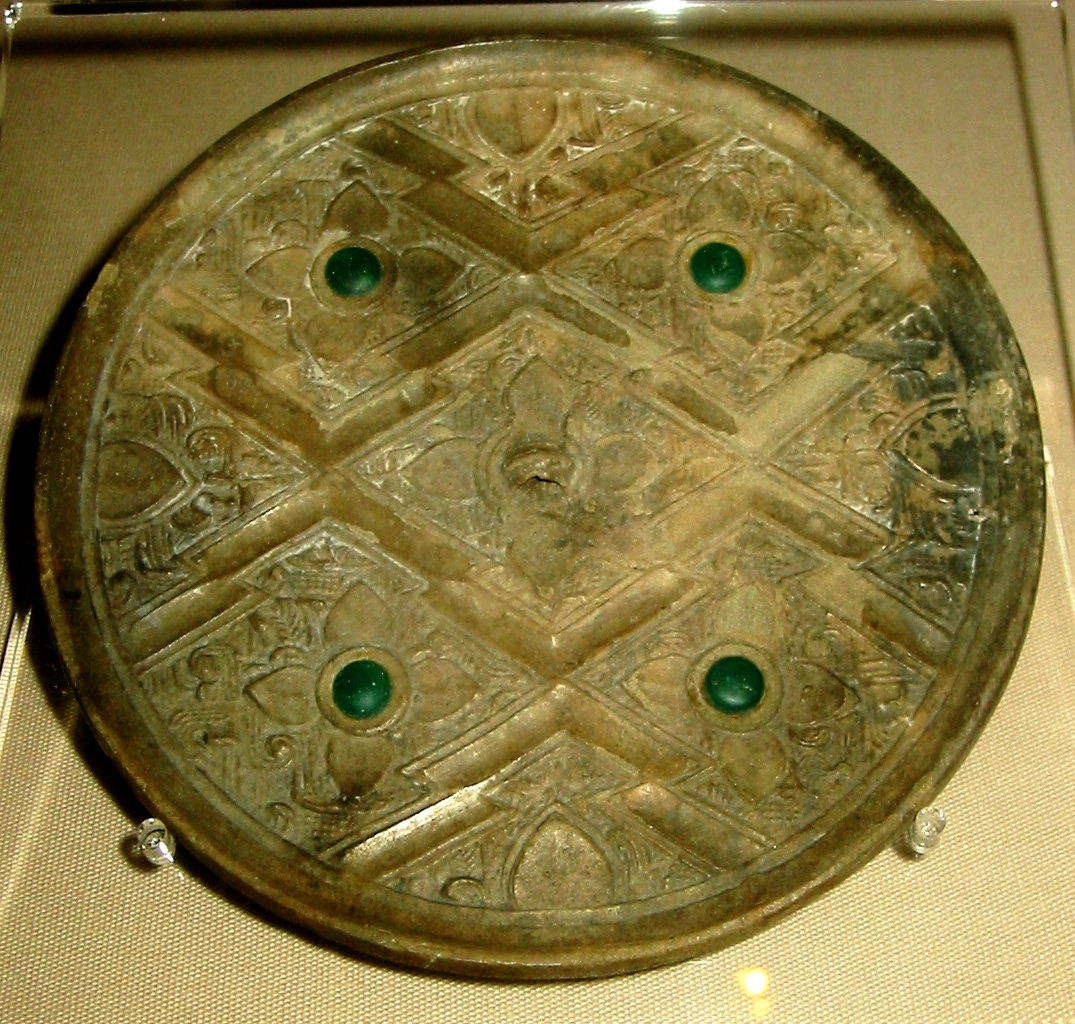
Miroir en bronze de la dynastie Zhou/Han avec incrustations de verre, incorporant peut-être des motifs artistiques gréco-romains (fleurs en rosace, lignes géométriques et incrustations de verre). Victoria and Albert Museum.

## Art gréco-bouddhique
L'image du Bouddha, née au cours du 1er siècle de notre ère au Gandhara, dans ce qui est aujourd'hui le Pakistan moderne, et à Mathura, dans le nord de l'Inde, s'est transmise progressivement en Asie centrale, puis en Chine, jusqu'à atteindre le Japon au VIe siècle.
La transmission de nombreux détails iconographiques est cependant encore visible aujourd'hui, comme l'inspiration d'Hercule derrière les divinités tutélaires Niō devant les temples bouddhistes japonais, ou les représentations du Bouddha rappelant l'art grec comme le Bouddha de Kamakura.

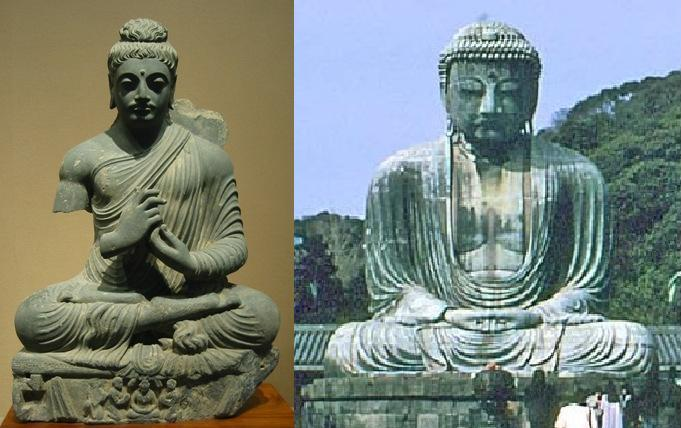
Évolution iconographique du Bouddha. A gauche : un bouddha dans lart gréco-bouddhique du Gandhara, IIIe siècle av. J.-C. À droite : un bouddha à Kamakura, Japon (1252).
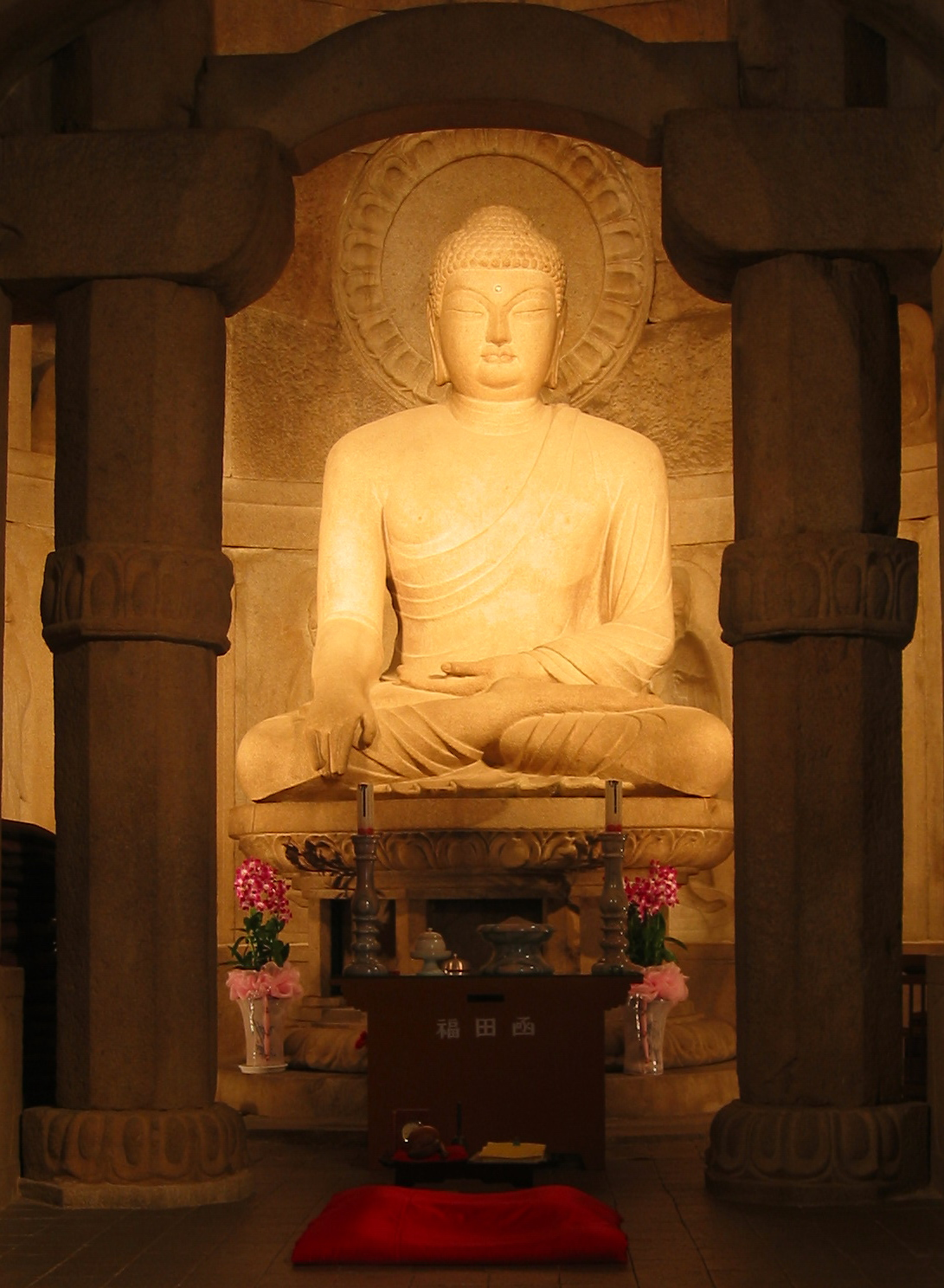
Un Bouddha à Seokguram, en Corée du Sud. Il a été influencé par l'art du Gandhara.

## L'iconographie orientale en Occident
Certains éléments de l'iconographie occidentale ont été adoptés de l'Est le long de la route de la soie. L'auréole dans l'art chrétien est apparue pour la première fois au Ve siècle, mais le même dispositif était pratiquement connu plusieurs siècles auparavant, dans l'art non chrétien. On la retrouve dans certaines représentations persanes de rois et de dieux, et elle apparaît sur les pièces de monnaie des rois kouchans Kanishka, Huvishka et Vasudeva, ainsi que sur la plupart des représentations du Bouddha dans l'art gréco-bouddhique à partir du 1er siècle de notre ère. Une autre image qui semble avoir été transférée de Chine par la route de la soie est le symbole des trois lièvres, représentant trois animaux courant en cercle. Il remonte à la dynastie Sui en Chine et se trouve encore sur des sites sacrés dans de nombreuses régions d'Europe occidentale, et notamment dans les églises de Dartmoor, en Angleterre.

## Cas d'étude

### Shukongoshin
Une autre divinité bouddhiste, appelée Shukongoshin, l'une des divinités protectrices des temples bouddhistes du Japon, est également un cas intéressant de transmission de l'image du célèbre dieu grec Héraclès vers l'Extrême-Orient le long de la route de la soie. Héraclès a été utilisé dans l'art gréco-bouddhique pour représenter Vajrapani, le protecteur du Bouddha, et sa représentation a ensuite été utilisée en Chine et au Japon pour représenter les dieux protecteurs des temples bouddhistes.

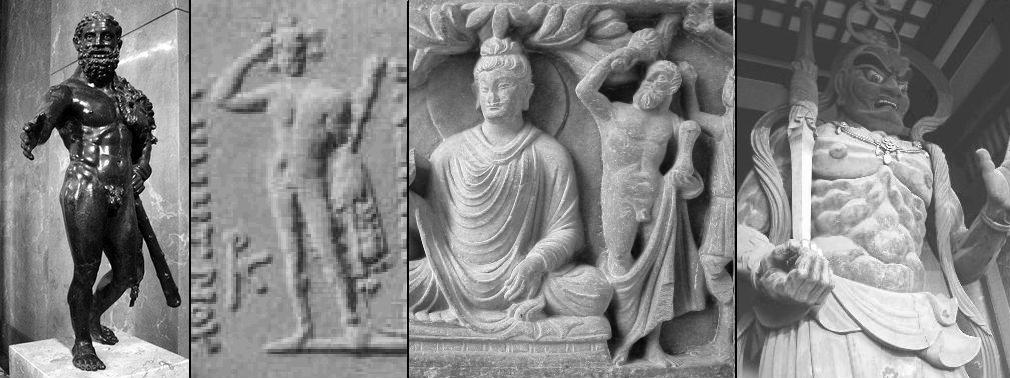
Évolution iconographique du dieu grec Héraklès au dieu japonais Shukongōshin.
De gauche à droite :
1) Héraclès (Musée du Louvre).
2) Héraclès sur une pièce de monnaie du roi gréco-bactrien Démétrius I.
3) Vajrapani, le protecteur du Bouddha, représenté sous les traits d'Héraclès dans l'art gréco-bouddhique du Gandhara.
4) Shukongōshin, manifestation de Vajrapani, comme divinité protectrice des temples bouddhistes au Japon.

### Dieu du vent
Diverses autres influences artistiques de la route de la soie se retrouvent en Asie, l'une des plus frappantes étant celle du dieu grec du vent Borée, qui a transité par l'Asie centrale et la Chine pour devenir le dieu japonais shintoïste du vent Fūjin.
En cohérence avec l'iconographie grecque de Borée, le dieu du vent japonais tient au-dessus de sa tête avec ses deux mains un drapé ou « sac à vent » dans la même attitude générale. L'abondante chevelure a été conservée dans le rendu japonais, ainsi que les traits exagérés du visage.

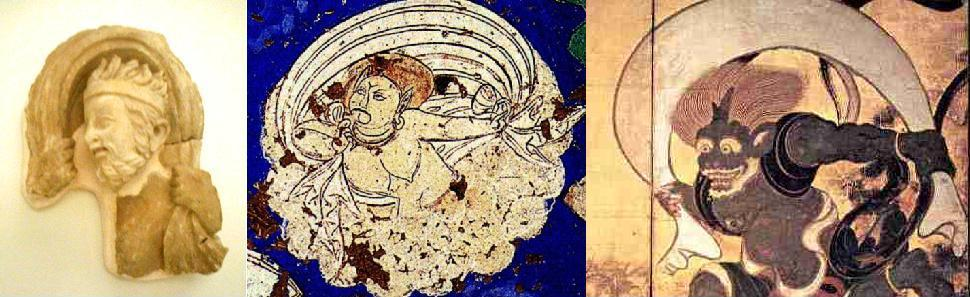
Évolution iconographique du Dieu du Vent.
A gauche : Dieu du vent grec de Hadda, IIe siècle.
Au milieu : Dieu du vent de (Kızıl), Bassin du Tarim, VIIe siècle.
A droite : Dieu du vent japonais Fūjin, XVIIe siècle.

### Motif de volutes florales

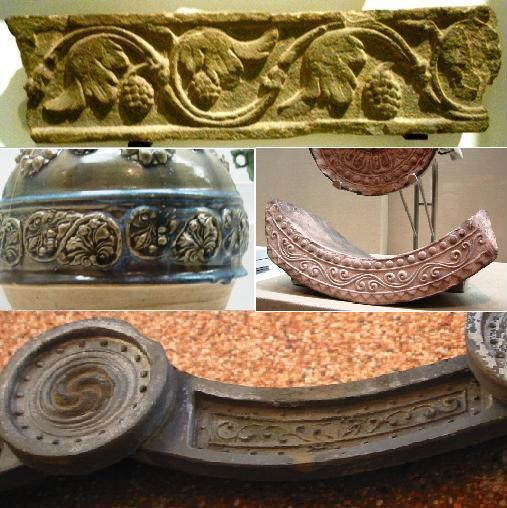
Transmission du motif de l'enroulement floral.
En haut : frise Gandhara, IIe siècle.
Au milieu à gauche : vase chinois, VIe siècle.
Milieu droit : Carreau de temple japonais, Nara, VIIe siècle.
En bas : Détail de carreau d'une maison contemporaine japonaise, Tokyo, 2005.

Enfin, le motif artistique grec du rinceau floral a été transmis du monde hellénistique à la région du bassin du Tarim vers le IIe siècle de notre ère, comme en témoignent l'art sérindien et les vestiges architecturaux en bois. Il a ensuite été adopté par la Chine entre le IVe et le VIe siècle, où on le retrouve sur des tuiles et des céramiques, puis transmis au Japon où on le retrouve littéralement dans la décoration des tuiles des temples bouddhistes japonais à partir du VIIe siècle environ.
Les plus claires sont celles des tuiles des bâtiments du temple de Nara, datant du VIIe siècle, dont certaines représentent exactement des vignes et des raisins. Ces motifs ont évolué vers des représentations plus symboliques, mais subsistent essentiellement à ce jour dans les décorations de tuiles de nombreux bâtiments japonais de style traditionnel.